# Liège-Bastogne-Liège 2015
Liège-Bastogne-Liège 2015 a fost a 101-a ediție a cursei clasice de ciclism Liège-Bastogne-Liège, cursă de o zi. S-a desfășurat pe data de 26 aprilie 2015 și a făcut parte din calendarul Circuitului mondial UCI 2015. S-a desfășurat pe distanța de 253 de kilometri. Cursa a fost câștigată de ciclistul Alejandro Valverde de la Movistar Team.

## Echipe
Toate cele 17 echipe din UCI WorldTeams au fost invitate în mod automat și au fost obligate să participe la cursă. Opt echipe au primit wild card-uri.

### Echipe UCI World
- Ag2r-La Mondiale
- Astana
- BMC Racing Team
- Etixx–Quick-Step
- FDJ
- IAM Cycling
- Lampre-Merida
- Lotto Soudal
- Movistar
- Orica–GreenEDGE
- Cannondale–Garmin
- Dimension Data
- Team Giant–Alpecin
- Team Katusha
- LottoNL–Jumbo
- Team Sky
- Tinkoff–Saxo
- Team Sunweb
- Trek Factory Racing

### Echipe continentale profesioniste UCI
- Cofidis
- MTN-Qhubeka
- Team Europcar
- Team Roompot
- Topsport Vlaanderen–Baloise
- Wanty–Groupe Gobert
- Bretagne–Séché Environnement
- UnitedHealthcare

## Rezultate
| Loc | Concurent          | Echipă            | Timp      |
| --- | ------------------ | ----------------- | --------- |
| 1   | Alejandro Valverde | Movistar Team     | 6h 14'20" |
| 2   | Julian Alaphilippe | Quick-Step Floors | +0"       |
| 3   | Joaquim Rodríguez  | Team Katusha      | +0"       |
| 4   | Rui Costa          | Lampre-Merida     | +0"       |
| 5   | Roman Kreuziger    | Tinkoff-Saxo      | +0"       |
| 6   | Roman Bardet       | Ag2r-La Mondiale  | +0"       |
| 7   | Sergio Henao       | Team Sky          | +0"       |
| 8   | Domenico Pozzovivo | Ag2r-La Mondiale  | +0"       |
| 9   | Jakob Fuglsang     | Astana            | +0"       |
| 10  | Daniel Moreno      | Team Katusha      | +0"       |

## Legături externe
- en Site web oficial
- Liège-Bastogne-Liège 2015 – ProCyclingStats